# 철원군 (대한민국)
철원군(鐵原郡)은 대한민국 강원특별자치도 북서부에 위치한 군이다. 남서쪽으로는 경기도 연천군과 포천시, 남동쪽은 화천군과 양구군에 인접한다. 군청은 갈말읍에 있으며 인구의 대부분이 경인지역 근처에 거주한다.
1945년 광복 직후에는 철원군 전 지역도 소련이 점령했으나, 한국 전쟁의 결과 옛 삭녕군의 편입지(인목·내문·마장면)와 북면을 뺀 대부분 지역이 수복(收復)되었다. 현재의 철원군은 휴전선 이남의 김화군 지역과 평강군 남면 정연리를 편입하고, 신서면이 경기도 연천군으로 이관되어 군역(郡域)이 동쪽으로 이동하였다.

## 역사
- 1945년 9월 2일 : 미국과 소련이 38선을 경계로 한반도를 분할 점령함으로써 철원군과 김화군 전 지역이 소련군정 관할 아래 들아갔다.
- 1953년 7월 27일 : 한국 전쟁의 결과, 철원군에서는 철원읍, 갈말면, 동송면, 신서면, 묘장면, 어운면과 인목면 남반부, 내문면 독검리, 북면 유정리·홍원리가 수복(收復)되었으며, 김화군에서는 김화읍, 서면, 근남면 전역과 근동면, 근북면, 원동면, 원남면, 임남면의 남쪽 일부 지역이 수복되었다.

(철원군 인목면, 내문면, 북면과 김화군 근동면, 근북면, 원동면, 원남면, 임남면의 수복지구는 전부 또는 대부분이 비무장지대 안에 위치)
- 1954년 11월 17일 : 철원군과 김화군의 행정권이 군정(軍政)으로부터 강원도로 이양되었다.[4] (철원군: 1읍 3면, 김화군: 1읍 7면)

| 법률 제350호 수복지구임시행정조치법                                                     |
| 신 행정구역                                                                             |
| 철원군 철원읍(묘장면 편입), 갈말면, 동송면(어운면 편입), 신서면(인목면의 수복지구 편입) |
| 김화군 김화읍, 서면, 근남면, 근북면, 근동면, 원남면, 원동면, 임남면                     |
- 1963년 1월 1일 : 군사분계선 이남의 김화군 일원이 철원군에 편입되고, 신서면이 경기도 연천군에 이관되었다.[5] (2읍 9면)

| 법률 제1178호                                                       |                                                                     |
| 구 행정구역                                                         | 신 행정구역                                                         |
| 철원군 신서면(인목면의 수복지구 포함)                               | 연천군 신서면                                                       |
| 김화군 김화읍, 서면, 근남면, 근북면, 근동면, 원남면, 원동면, 임남면 | 철원군 김화읍, 서면, 근남면, 근북면, 근동면, 원남면, 원동면, 임남면 |
- 1972년 12월 28일 : 내문면 독검리와 북면 유정리·홍원리가 철원읍에 편입되고, 평강군 중 유일하게 군사분계선 이남에 위치한 평강군 남면 정연리가 갈말면에 편입되었다.[6]
- 1973년 7월 1일 : 서면 청양리, 도창리가 김화읍에 편입되었다.
- 1979년 5월 1일 : 갈말면이 갈말읍으로 승격하였다.[7] (3읍 8면)
- 1980년 12월 1일 : 동송면이 동송읍으로 승격하였다.[8] (4읍 7면)

## 지리
강원도의 서북부에 위치하며 전반적으로 높은 구릉을 이룬다. 군(郡)의 중앙부를 백두대간에서 뻗어나온 백역산맥이 북동에서 남서로 뻗어 서반부(옛 철원군 지역)의 평야지대와 동반부(옛 김화군 지역)의 고원지대로 양분한다. 서부, 즉 철원지구는 200 ~ 500ｍ의 대지(臺地)로 추가령구조곡의 구조열선에서 유동성 흑색현무암의 용암이 분출하여 평탄한 용암대지가 이루어져 있으며, 용암대지의 사면은 화강암 산지로 둘러싸인 분지지형이다. 김화지구는 동쪽에 광주산맥이 남남서로 뻗으면서 용문산(1,068ｍ)·구단발령(1,175ｍ) 등 높은 산이 솟아있다. 수계(水系)로는 임진강의 지류 한탄천과 북한강의 상류 금성천이 있다. 지질은 주로 화강암, 결정편암으로 되어 있다.

### 지형
철원군 일대는 용암 대지가 현무암질 용암이 추가령을 구조곡을 메워 형성되었다. 용암대지는 점성이 약한 마그마가 분출하여 넓은 지역을 평탄하게 하거나 지질 구조선을 따라 형성된 하곡을 매워서 만든 지형이다. 철원군의 용암 대지 표면은 하천을 비롯한 여러 작용으로 운반된 물질들이 쌓여 넓은 평야를 이루고 있으며, 주변의 수리 시설을 바탕으로 벼농사가 이루어지고 있다. 이 용암 대지를 통과하는 한탄강 주변에는 수직 절벽과 용암이 식으면서 만들어진 주상 절리 등의 화산 지형이 있다.

## 지질

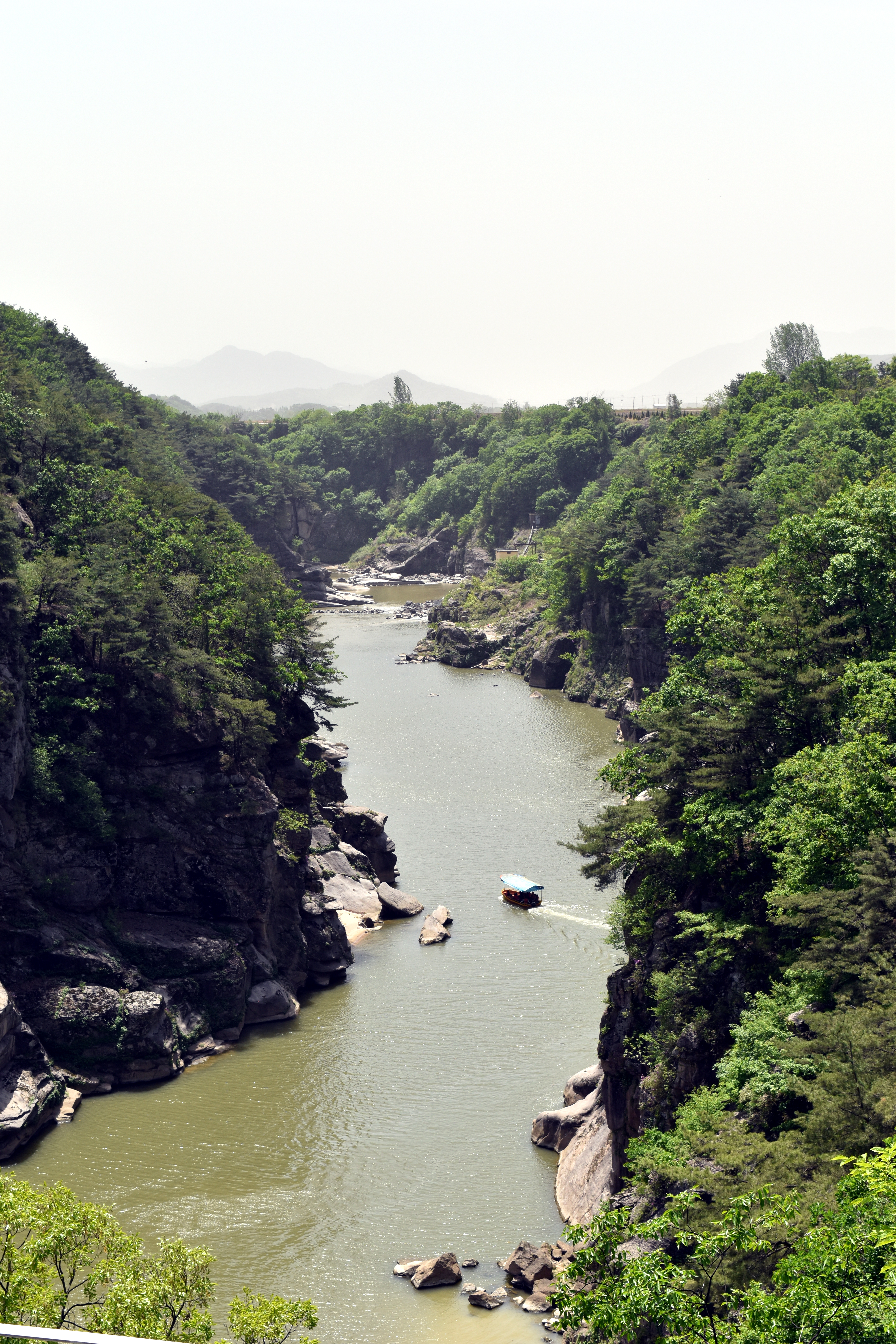
한탄강과 현무암

### 기후
내륙에 위치한 관계로 연교차가 심한 대륙성 기후를 나타내며, 겨울철엔 대관령을 제외하고 대한민국에서 가장 기온이 낮은 곳 중 하나이며, 강수량이 많은 다우지이다. 연 평균 기온은 10.3 °C, 1월 평균 기온은 -5.7 °C, 8월 평균 기온은 24.0 °C이고, 연 평균 강수량은 1354mm이다.

2001년 1월 16일에 최저기온 -29.2 °C를 기록하였고, 비공식적으로 2010년 1월 6일 오전 7시 9분 갈말읍 정연리에서 -30.5 °C가 관측된 바 있다.
이같은 겨울의 추운 날씨로 인해 속칭 "철베리아" (철원 + 시베리아)라고도 부른다. 역대 최고 기온은 1988년 8월 10일에 최고기온 36.9 °C를 기록했다. 주요 호우 기록으로는 2020년 장마철 당시 동송읍에 10일간 1000mm 넘는 비가 쏟아져 한탄강이 범람해 큰 피해를 입었다.
| 철원지역기상서비스센터 (철원군 갈말읍 군탄리, 해발 155.48m)의 기후 | 철원지역기상서비스센터 (철원군 갈말읍 군탄리, 해발 155.48m)의 기후 | 철원지역기상서비스센터 (철원군 갈말읍 군탄리, 해발 155.48m)의 기후 | 철원지역기상서비스센터 (철원군 갈말읍 군탄리, 해발 155.48m)의 기후 | 철원지역기상서비스센터 (철원군 갈말읍 군탄리, 해발 155.48m)의 기후 | 철원지역기상서비스센터 (철원군 갈말읍 군탄리, 해발 155.48m)의 기후 | 철원지역기상서비스센터 (철원군 갈말읍 군탄리, 해발 155.48m)의 기후 | 철원지역기상서비스센터 (철원군 갈말읍 군탄리, 해발 155.48m)의 기후 | 철원지역기상서비스센터 (철원군 갈말읍 군탄리, 해발 155.48m)의 기후 | 철원지역기상서비스센터 (철원군 갈말읍 군탄리, 해발 155.48m)의 기후 | 철원지역기상서비스센터 (철원군 갈말읍 군탄리, 해발 155.48m)의 기후 | 철원지역기상서비스센터 (철원군 갈말읍 군탄리, 해발 155.48m)의 기후 | 철원지역기상서비스센터 (철원군 갈말읍 군탄리, 해발 155.48m)의 기후 | 철원지역기상서비스센터 (철원군 갈말읍 군탄리, 해발 155.48m)의 기후 |
| 월                                                                 | 1월                                                                | 2월                                                                | 3월                                                                | 4월                                                                | 5월                                                                | 6월                                                                | 7월                                                                | 8월                                                                | 9월                                                                | 10월                                                               | 11월                                                               | 12월                                                               | 연간                                                               |
| ------------------------------------------------------------------ | ------------------------------------------------------------------ | ------------------------------------------------------------------ | ------------------------------------------------------------------ | ------------------------------------------------------------------ | ------------------------------------------------------------------ | ------------------------------------------------------------------ | ------------------------------------------------------------------ | ------------------------------------------------------------------ | ------------------------------------------------------------------ | ------------------------------------------------------------------ | ------------------------------------------------------------------ | ------------------------------------------------------------------ | ------------------------------------------------------------------ |
| 역대 최고 기온 °C (°F)                                             | 13.1 (55.6)                                                        | 17.5 (63.5)                                                        | 23.7 (74.7)                                                        | 29.9 (85.8)                                                        | 32.5 (90.5)                                                        | 35.8 (96.4)                                                        | 36.0 (96.8)                                                        | 38.4 (101.1)                                                       | 33.9 (93.0)                                                        | 29.0 (84.2)                                                        | 24.6 (76.3)                                                        | 15.6 (60.1)                                                        | 38.4 (101.1)                                                       |
| 일평균 최고 기온 °C (°F)                                           | 0.7 (33.3)                                                         | 4.1 (39.4)                                                         | 10.2 (50.4)                                                        | 17.5 (63.5)                                                        | 22.9 (73.2)                                                        | 26.7 (80.1)                                                        | 28.1 (82.6)                                                        | 28.9 (84.0)                                                        | 25.0 (77.0)                                                        | 19.1 (66.4)                                                        | 10.5 (50.9)                                                        | 2.7 (36.9)                                                         | 16.4 (61.5)                                                        |
| 일일 평균 기온 °C (°F)                                             | −5.7 (21.7)                                                        | −2.3 (27.9)                                                        | 3.7 (38.7)                                                         | 10.5 (50.9)                                                        | 16.6 (61.9)                                                        | 21.1 (70.0)                                                        | 23.8 (74.8)                                                        | 24.0 (75.2)                                                        | 18.9 (66.0)                                                        | 11.8 (53.2)                                                        | 4.3 (39.7)                                                         | −3.2 (26.2)                                                        | 10.3 (50.5)                                                        |
| 일평균 최저 기온 °C (°F)                                           | −11.8 (10.8)                                                       | −8.6 (16.5)                                                        | −2.6 (27.3)                                                        | 3.4 (38.1)                                                         | 10.4 (50.7)                                                        | 16.1 (61.0)                                                        | 20.2 (68.4)                                                        | 20.1 (68.2)                                                        | 13.6 (56.5)                                                        | 5.5 (41.9)                                                         | −1.2 (29.8)                                                        | −8.6 (16.5)                                                        | 4.7 (40.5)                                                         |
| 역대 최저 기온 °C (°F)                                             | −29.2 (−20.6)                                                      | −24.6 (−12.3)                                                      | −13.4 (7.9)                                                        | −8.2 (17.2)                                                        | 0.9 (33.6)                                                         | 6.1 (43.0)                                                         | 11.3 (52.3)                                                        | 8.8 (47.8)                                                         | 3.5 (38.3)                                                         | −6.3 (20.7)                                                        | −13.8 (7.2)                                                        | −22.2 (−8.0)                                                       | −29.2 (−20.6)                                                      |
| 평균 강수량 mm (인치)                                              | 18.2 (0.72)                                                        | 26.3 (1.04)                                                        | 30.8 (1.21)                                                        | 69.0 (2.72)                                                        | 102.4 (4.03)                                                       | 119.0 (4.69)                                                       | 400.0 (15.75)                                                      | 347.4 (13.68)                                                      | 121.2 (4.77)                                                       | 49.9 (1.96)                                                        | 48.1 (1.89)                                                        | 22.1 (0.87)                                                        | 1,354.4 (53.32)                                                    |
| 평균 강수일수 (≥ 0.1 mm)                                           | 6.3                                                                | 6.0                                                                | 7.3                                                                | 8.1                                                                | 9.1                                                                | 10.9                                                               | 16.6                                                               | 14.3                                                               | 8.4                                                                | 6.6                                                                | 8.1                                                                | 7.5                                                                | 109.2                                                              |
| 평균 상대 습도 (%)                                                 | 67.1                                                               | 63.1                                                               | 60.5                                                               | 58.3                                                               | 64.4                                                               | 71.4                                                               | 81.3                                                               | 81.4                                                               | 76.9                                                               | 72.9                                                               | 71.6                                                               | 70.0                                                               | 69.9                                                               |
| 평균 월간 일조시간                                                 | 173.3                                                              | 176.0                                                              | 196.5                                                              | 203.7                                                              | 224.5                                                              | 198.7                                                              | 141.9                                                              | 170.0                                                              | 187.0                                                              | 200.6                                                              | 152.3                                                              | 159.0                                                              | 2,183.5                                                            |
| 출처: 기상청 (평년값: 1991년~2020년, 극값: 1988년~현재)            |                                                                    |                                                                    |                                                                    |                                                                    |                                                                    |                                                                    |                                                                    |                                                                    |                                                                    |                                                                    |                                                                    |                                                                    |                                                                    |

## 행정 구역
4읍 7면으로 구성되어 있는 철원군의 총 면적은 889.43 km2이고, 인구는 2019년 12월 31일 주민등록 기준으로 4만5584 명, 2만1216 가구이다. 남녀 성비는 1.09로, 인근 양구군, 화천군, 포천시, 연천군 등과 같은 남초 지역이다.
철원군은 철원(동송읍 이평리·철원읍 화지리), 신철원(갈말읍 신철원리·지포리), 김화(서면 와수리·김화읍 학사리)에 각각 형성된 3개의 소도심에 인구가 밀집해 거주하는 특징을 가지고 있다.
| 행정구역 | 한자   | 면적(km2) | 인구   | 세대   | 행정구역도 |
| -------- | ------ | --------- | ------ | ------ | ---------- |
| 철원읍   | 鐵原邑 | 99.76     | 5,504  | 2,453  |            |
| 김화읍   | 金化邑 | 87.95     | 3,747  | 1,768  |            |
| 갈말읍   | 葛末邑 | 171.46    | 12,279 | 5,705  |            |
| 동송읍   | 東松邑 | 127.50    | 15,762 | 7,192  |            |
| 서면     | 西面   | 74.33     | 5,922  | 2,902  |            |
| 근남면   | 近南面 | 129.13    | 2,259  | 1,138  |            |
| 근북면   | 近北面 | 23.73     | 111    | 58     |            |
| 철원군   | 鐵原郡 | 889.4     | 45,584 | 21,216 |            |

* 인구·세대는 2019년 12월 31일 주민등록 기준
군사분계선 인근 군작전지역으로 민간인 비거주지역은 다음과 같다.
| 읍·면  | 한자   | 면적  | 법정리                                 |
| ------ | ------ | ----- | -------------------------------------- |
| 근동면 | 近東面 | 19.71 | 광삼리, 방통리                         |
| 원남면 | 遠南面 | 77.99 | 남둔리, 주파리, 진현리, 죽대리, 노동리 |
| 원동면 | 遠東面 | 61.08 | 세현리, 등대리                         |
| 임남면 | 任南面 | 16.79 | 수동리                                 |

- 근북면, 근동면은 김화읍이 관할
- 원남면, 원동면, 임남면은 근남면이 관할

### 미수복지구
이북5도위원회에서는 군사분계선 이북에 위치한 철원군의 다음 지역에 대하여 명예면장을 임명한다.
| 면             | 면적   | 리의 수 | 리(里)                                                            | 비고                                               |
| -------------- | ------ | ------- | ----------------------------------------------------------------- | -------------------------------------------------- |
| 어운면(於雲面) | 65.19  | 5       | 하갈(下葛) 양지(陽地) 이길(二吉) 강산(江山) 중강(中江)            | 동송읍에 편입 법정리 전 지역 수복, 일부지역 미수복 |
| 묘장면(畝長面) | 62.59  | 4       | 중세(中細) 대마(大馬) 가단(加丹) 산명(山明)                       | 철원읍에 편입 법정리 전 지역 수복, 일부지역 미수복 |
| 북면(北面)     | 102.77 | 6       | 회산(回山) 유정(楡井) 홍원(洪元) 외학(外鶴) 보막(洑幕) 용학(龍鶴) | 유정·홍원리 철원읍에 편입                          |
| 내문면(乃文面) | 73.17  | 6       | 창동(倉洞) 독검(篤儉) 오동(梧桐) 반석(班石) 내문(乃文) 마방(馬放) | 독검리 철원읍에 편입                               |
| 마장면(馬場面) | 73.46  | 6       | 장포(長浦) 남원(南院) 대전(大田) 왕피(往避) 입석(立石) 밀암(密巖) | 전 지역 미수복                                     |
| 인목면(寅目面) | 73.29  | 6       | 도밀(道密) 덕산(德山) 갈현(葛峴) 신현(薪峴) 승양(承陽) 검사(檢寺) | 도밀·덕산·갈현·신현리 연천군 신서면에 편입         |

### 경기도 편입 논란
철원군 동송읍, 갈말읍에서 강원도청이 있는 춘천시까지는 자동차로 1시간 30분~45분이 걸리지만, 경기북부청이 있는 의정부시까지는 1시간 10분이면 갈 수 있다.
이런 이유 때문에 2011년 대통령소속 지방행정체제개편추진위원회가 ‘지방행정체제 개편 시군 통합기준(안)’을 제시하자 철원군에서는 경기도 편입 주장이 제기되었다. 철원군의 경기도편입론은 철원(옛 김화군 지역 제외) 주민 상당수가 철원을 경기도 포천시, 연천군, 의정부시 등의 경기북부와 같은 생활권으로 인식하는 데에 기인하고 있다.
철원군은 경기북부 지역을 관할하는 의정부지방법원의 관할에 속하며, 대한민국 국군은 철원군에 주둔하는 3사단과 6사단을 경기 지방의 3야전군 예하에 두고 있지만 근동면, 근남면과 김화읍 일부에서는 화천군에 본부가 있는 15사단이, 두입지인 옛 금성군 지역(원남·원동·임남면)에는 7사단을 주둔시키고 있다. 만약 철원군이 경기도로 편입될 경우, 주민이 거주하지 않는 민간인출입통제구역인 금성지구(원남·원동·임남면)는 경기도의 돌출부가 되기 때문에 이 지역은 화천군에 편입해야 한다는 지적이 있다.

## 산업
철원분지는 현무암이 분해되어 토양이 비옥하고, 봉래제·감둔제(甘屯堤)·마산제(馬山堤) 등 관개 시설이 잘 갖추어져 강원도내 제1의 쌀 생산지대이다. 김화고원은 옥수수·감자·콩·담배가 많이 났으며 양잠·양봉·목축이 성했다. 또 철원주도 유명하였다. 소는 경인지방에 많이 공급되었다. 지하자원이 풍부하게 매장되어 있는데, 김화에서 금성에 이르는 일대에 유화철광·중정석·망간이 유명했고 형석·하석(霞石)·남정석·홍주석·명반석·금·은·아연 등도 산출되었다. 현재 옛 김화군 광산 지역의 일부는 남한 지역에 존재하나, 접경지대의 특성으로 인해 분단으로 채광이 중단되었다.

## 교통
철원군 김화군은 평강군과 더불어 ‘철의 삼각지대’라고 불리는 교통·군사상의 요지이다. 일제강점기에는 경원선이 신서면~철원읍~북면을 남북으로 관통하고 철원역에서 금강산선이 분기되었으나, 한국전쟁으로 대부분 폐선되었다.
1963년 경원선 구간이 남아있는 신서면(신탄리역, 대광리역)이 경기도 연천군에 편입되면서 철원군에는 50년간 운행하는 철도가 없었다. 그러나 2012년 11월 20일 연천군 신탄리역까지였던 경원선의 운행구간이 철원읍 대마리(옛 묘장면 지역)의 백마고지역까지 연장되어 열차가 다니고 있다. 이후 백마고지역 ~ 월정리역 구간의 철도 연결 사업이 2015년 8월에 개시되었다가, 2016년 6월에 중단되었다.
철원읍과 김화읍은 한국전쟁 전까지 서울과 원산, 금강산 등을 잇는 사통팔달한 도로교통의 요지였으나, 현재는 북쪽이 군사분계선이어서 그 기능을 상실했다.

## 문화·관광
- 한탄강
- 고석정
- 삼부연폭포
- 직탕폭포
- 매월대폭포
- 순담계곡
- 소이산 재송평
- 용양늪
- 송대소 주상절리
- 학저수지

## 본청
군수실
부군수실
비서실
기획감사실
관광문화체육과
자치행정과
평화지원발전과
주민생활지원과
경제진흥과
인재육성과
민원봉사과
재무과
세무과
청청환경과
녹색성장과
건설과
안전도시과

## 직속기관
농업기술센터
미래농업과
농업유통과
농업기술과
축산과
보건소
보건행정팀
예방의약팀
건강증진팀
지역보건팀
위생팀
출산양육지원센터
통합보건지소
감염병대응T/F팀
건강생활지원T/F팀

## 사업소
시설관리사업소
상하수도사업소
환경자원사업소

## 교육
| 학교     | 학교명           |
| -------- | ---------------- |
| 고등학교 | 신철원고등학교   |
| 고등학교 | 철원고등학교     |
| 고등학교 | 김화고등학교     |
| 고등학교 | 김화공업고등학교 |
| 고등학교 | 철원여자고등학교 |
| 중학교   | 철원중학교       |
| 중학교   | 신철원중학교     |
| 중학교   | 김화중학교       |
| 중학교   | 철원여자중학교   |
| 중학교   | 김화여자중학교   |
| 초등학교 | 묘장초등학교     |
| 초등학교 | 철원초등학교     |
| 초등학교 | 동송초등학교     |
| 초등학교 | 오덕초등학교     |
| 초등학교 | 용정초등학교     |
| 초등학교 | 장흥초등학교     |
| 초등학교 | 내대초등학교     |
| 초등학교 | 도창초등학교     |
| 초등학교 | 토성초등학교     |
| 초등학교 | 내대초등학교     |
| 초등학교 | 문혜초등학교     |
| 초등학교 | 신철원초등학교   |
| 초등학교 | 청양초등학교     |
| 초등학교 | 김화초등학교     |
| 초등학교 | 와수초등학교     |
| 초등학교 | 서면초등학교     |
| 초등학교 | 근남초등학교     |

## 자매 도시
| 지역 & 국가 | 도시                 |
| ----------- | -------------------- |
| 미국        | 뉴욕주 뉴욕 맨하튼   |
| 쿠바        | 관타나모 주 관타나모 |

## 같이 보기
- 철원군
- 철원군 (조선민주주의인민공화국)